# Калгановка (Башкортостан)
Калгановка (баш. Калгановка) — деревня в Кармаскалинском районе Республики Башкортостан Российской Федерации. Входит в состав Новокиешкинского сельсовета. 

## География

### Географическое положение
Расстояние до:
- районного центра (Кармаскалы): 9 км,
- центра сельсовета (Новые Киешки): 8 км,
- ближайшей ж/д станции (Тазларово): 7 км.

## Население
| 2002 | 2009 | 2010 |
| ---- | ---- | ---- |
| 11   | ↘2   | ↘0   |